# Elymnias aruana
Elymnias aruana är en fjärilsart som beskrevs av Hans Fruhstorfer 1900. Elymnias aruana ingår i släktet Elymnias och familjen praktfjärilar. Inga underarter finns listade i Catalogue of Life.